# Chelidonichthys gabonensis
Chelidonichthys gabonensis är en fiskart som först beskrevs av Max Poll och Roux, 1955.  Chelidonichthys gabonensis ingår i släktet Chelidonichthys och familjen knotfiskar. Inga underarter finns listade i Catalogue of Life.